# Mare's Leg

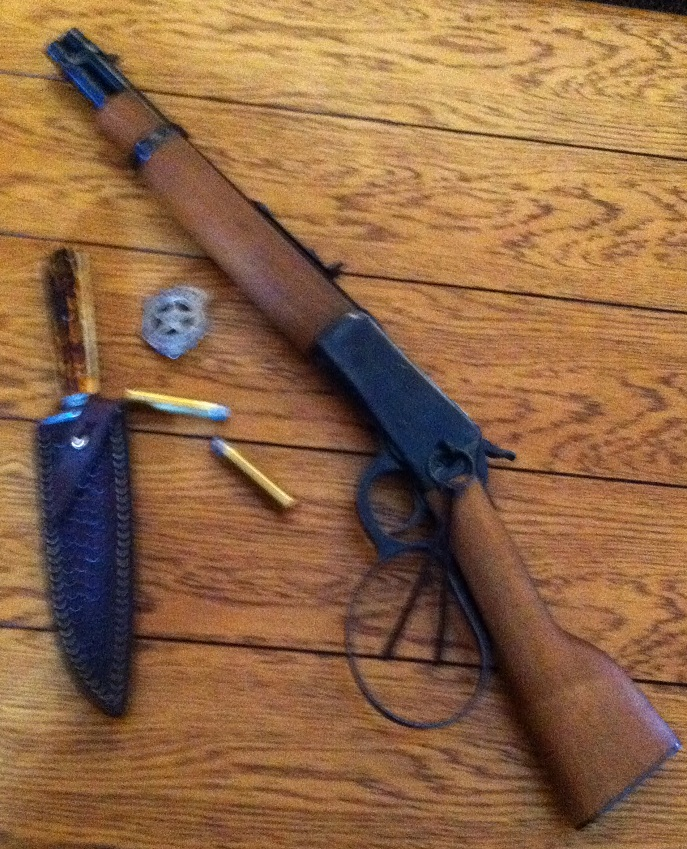
Cette réplique inerte espagnole de marque Denix de la carabine à crosse et canon sciés de Josh Randall dans la série Au nom de la loi mesure 51 cm pour 1,5 kg.

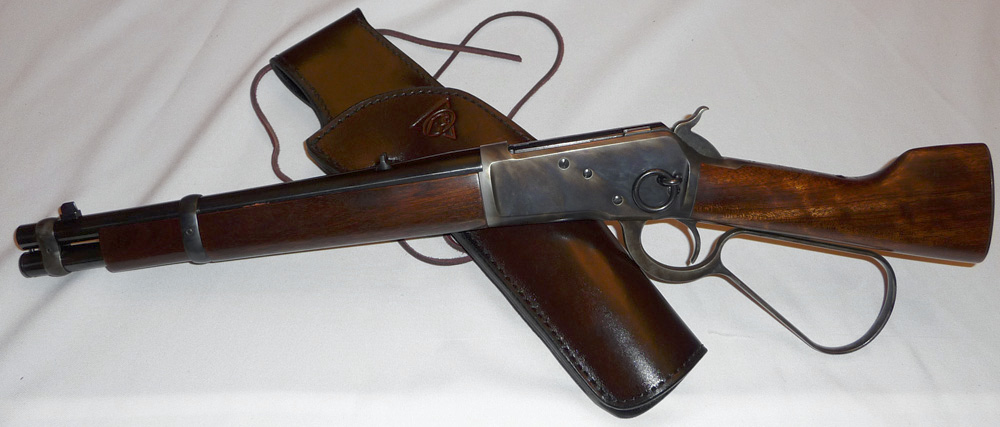
Pesant 2 kg pour 61 cm, cette carabine Puma Bouty Hunter - fabriquée par l'entreprise italienne Chiappa - peut tirer six balles de .44-40 WCF.

La Mare's Leg, également orthographiée Mare's Laig (« Jambe de jument » en français) est le nom d'une carabine Winchester à canon scié utilisée par Josh Randall, le personnage interprété par Steve McQueen dans la série télévisée Au nom de la loi (1958).
Mare's Laig est par la suite devenu un terme générique pour une Winchester modèle 1892 (ou un dérivé moderne) avec un canon et une crosse raccourcis.

## Description
La Mare's Leg est une carabine Winchester 1892 dont on a scié la crosse et le canon. 
Ce genre d'arme était souvent utilisé dans l'ouest américain car les cow-boys voulaient une arme puissante et qui puisse se dégainer rapidement. Même si cette arme n'était pas vraiment précise de loin, elle n'en était pas moins puissante de près. La Mare's Leg originale de Josh Randall, le personnage de Steve McQueen dans Au nom de la loi, était supposée être de calibre .45-70 Government (en réalité, un calibre .44-40 WCF), bien que d'autres calibres variés (tant réels que de fiction) apparaissent également dans la série.

## Apparition à la télévision et au cinéma
La Mare's Leg apparaît dans la série Au nom de la loi (1958), utilisée par Steve McQueen alias Josh Randall, le chasseur de primes et héros de la série. 
Une arme analogue fait une brève apparition dans le film Il était une fois dans l'Ouest, au début où elle est utilisée par un cow-boy noir (Woody Strode) venu à la gare pour tuer le personnage incarné par Charles Bronson, l’homme nommé « L'Harmonica ». On la retrouve également brièvement dans Mon nom est personne (1973), portée par un homme de la horde sauvage et par Penelope Cruz dans Bandidas (2006). 
Une arme similaire apparaît aussi dans les séries télévisées The Adventures of Brisco County Jr. (1993-1994), The Magnificent Seven (1998-2000) ou Firefly (2002).

## Législation
En droit français, cette arme est classée en catégorie B. Sa détention est soumise à autorisation délivrée par la Préfecture de Police (pour plus de détail voir : Contrôle des armes à feu en France). 
Aux États-unis, son port et  son transport sont autorisés.